# Volo Eastern Air Lines 605
Il volo Eastern Air Lines 605 era un volo interno negli Stati Uniti da Newark a Miami il 30 maggio 1947. Il volo si schiantò vicino a Bainbridge, nel Maryland, causando la morte di tutti i 53 passeggeri e dell'equipaggio a bordo in quello che fu allora il peggior disastro nella storia dell'aviazione commerciale nordamericana.

## L'incidente

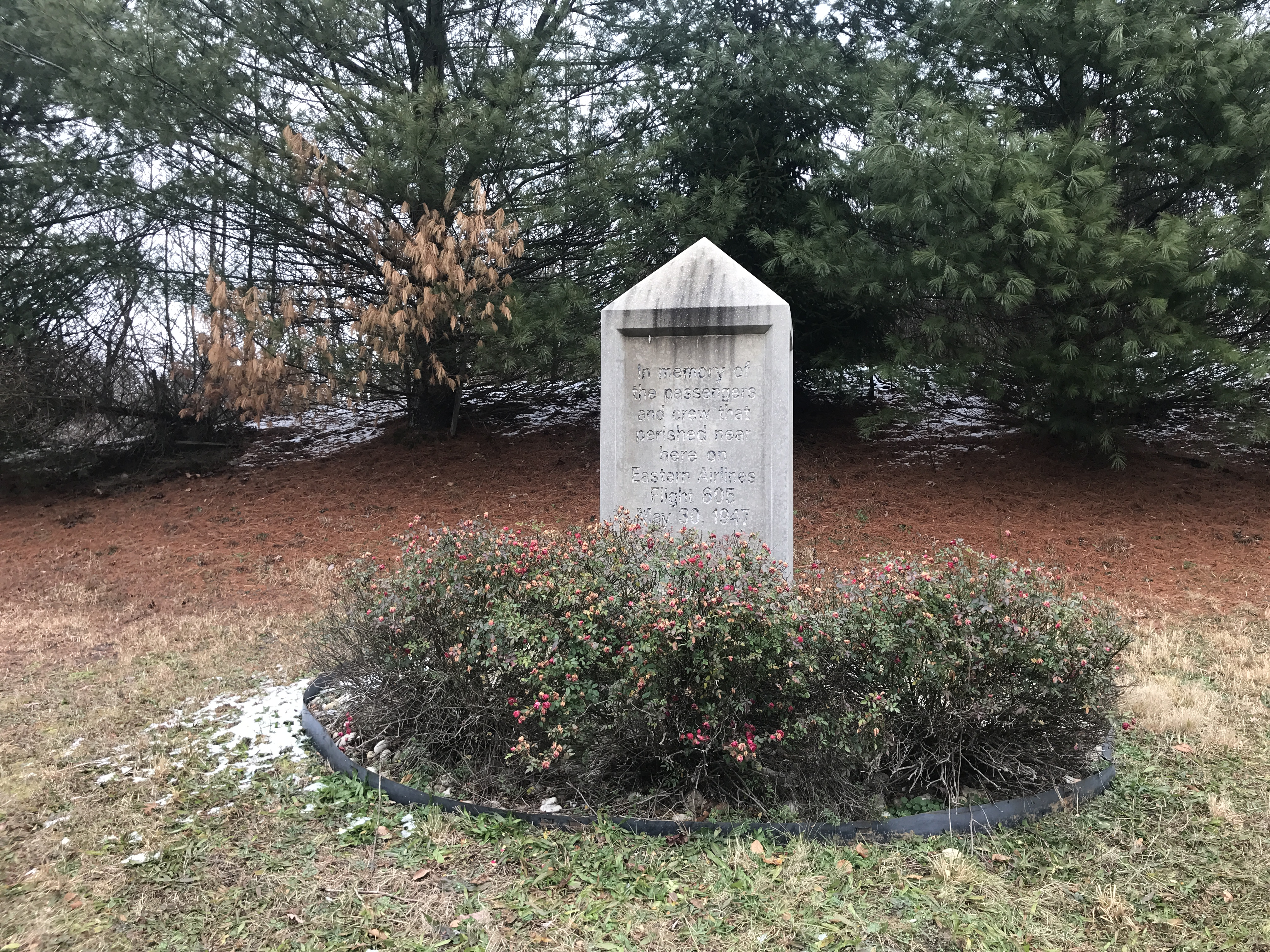
Monumento eretto sul luogo dell'incidente nella contea di Cecil, Maryland (2022).

Il volo 605 partì dall'aeroporto internazionale di Newark alle 17:04 per un volo interno di linea diretto a Miami. Raggiunse la quota di crociera assegnata di 4.000 piedi (1.200 m). Durante il volo sopra Philadelphia, il pilota riferì "tutto bene". Alle 17:41, le persone a terra videro il volo 605 entrare in picchiata e schiantarsi a 2 miglia (3 km) a est di Bainbridge. Tutti e quattro i membri dell'equipaggio e 49 passeggeri morirono nell'incidente. All'epoca, il volo 605 fu il peggior incidente aereo nella storia dell'aviazione degli Stati Uniti.

## La causa
L'indagine dell'Ente per l'Aviazione Civile determinò come probabile causa dell'incidente una perdita improvvisa di controllo, per ragioni sconosciute, che indusse una picchiata al suolo.
Nel suo libro Fate Is the Hunter, Ernest K. Gann suggerisce che l'incidente fu causato dallo sganciamento degli equilibratori dovuto alla mancanza di un bullone nella coda, avendo Gann evitato per poco una sorte simile lo stesso giorno.

## L'aereo
Il DC-4, numero di serie 18380, fu costruito nel 1944 e consegnato ufficialmente come C-54B Skymaster all'Aeronautica Militare degli Stati Uniti nell'ottobre del 1944. Lo stesso giorno fu trasferito alla Marina Militare con la designazione R5D-2. Fu noleggiato alla Eastern Air Lines il 29 novembre 1945 con il numero di flotta 708.

## Memoriale
Sessantaquattro anni dopo la tragedia, circa 30 persone si sono radunate su una collina vicino al luogo dell'incidente per dedicare un monumento alla memoria di coloro che erano a bordo del volo 605. Tra i presenti all'assemblea del 14 agosto 2011 c'erano il figlio di un passeggero, un marinaio del Centro di Addestramento Navale Bainbridge intervenuto sul posto e rappresentanti del dipartimento di polizia di Havre de Grace, il cui capo era stato il primo funzionario della sicurezza pubblica ad arrivare sul posto. Jeanette Nesbit Hillyer e la Stewart Companies si occuparono della collocazione del monumento.